# Laclede megye
Laclede megye az Amerikai Egyesült Államokban, azon belül Missouri államban található. Megyeszékhelye Lebanon, legnagyobb városa Lebanon. Lakosainak száma 36 039 fő (2020. április 1.). Laclede megye Camden, Wright, Texas, Webster, Pulaski és Dallas megyékkel határos.

## Népesség
A megye népességének változása:
| Lakosok száma | 35 652 | 35 580 | 35 419 | 35 667 | 35 473 | 36 039 |
|               | 2010   | 2011   | 2012   | 2013   | 2015   | 2020   |